# 앵거스 오길비
앵거스 제임스 브루스 오길비 경(Sir Angus James Bruce Ogilvy, KCVO, 1928년 9월 14일 ~ 2004년 12월 26일)은 영국의 사업가였다. 엘리자베스 2세 여왕의 사촌동생인 켄트 공녀 알렉산드라의 남편으로 가장 잘 알려져 있다. 오길비는 또한 1970년대에 로디지아에 대한 제재를 위반한 것과 관련된 론호 사건으로 알려진 사업 스캔들에서의 그의 역할로 기억된다. 후년에, 그는 자선 사업에 참여했다.